# Cleartype
Cleartype är en funktion för att utjämna kanterna på teckensnitt på bland annat LCD- och OLED-skärmar. Funktionen finns i Microsoft Windows XP och nyare.